# Комітет Верховної Ради України з питань соціальної політики, зайнятості та пенсійного забезпечення
Комітет Верховної Ради України з питань соціальної політики, зайнятості та пенсійного забезпечення — колишній профільний комітет Верховної Ради України.
Створений 4 грудня 2007 р. як Комітет Верховної Ради України з питань соціальної політики та праці.
Перейменований 4 грудня 2014 р.

## Сфери відання
Комітет здійснює законопроєктну роботу, готує, попередньо розглядає питання, віднесені до повноважень Верховної Ради України, та виконує контрольні функції у таких сферах відання:
- державна політика у сфері соціального захисту громадян;
- державне соціальне страхування;
- соціальні гарантії, забезпечення достатнього життєвого рівня людини та повернення заощаджень населенню;
- державна політика у сфері регулювання трудових відносин та зайнятості населення;
- розвиток соціального партнерства, діяльність громадських об'єднань — сторін соціального партнерства;
- діяльність соціальних фондів.

## Склад VII скликання[3]
Керівництво:
- Цибенко Петро Степанович — Голова Комітету
- Сухий Ярослав Михайлович — Перший заступник голови Комітету
- Розенко Павло Валерійович — Заступник голови Комітету
- Стоян Олександр Миколайович — Заступник голови Комітету
- Павловський Андрій Михайлович — Секретар Комітету
- Фабрикант Світлана Самуілівна — Голова підкомітету з питань регулювання трудових відносин та зайнятості населення
- Хміль Михайло Михайлович — Голова підкомітету з питань заробітної плати, індексації і компенсації грошових доходів населення та колективно-договірного регулювання соціально-трудових відносин
- Зелик Руслан Богданович — Голова підкомітету з питань соціального захисту та соціальних гарантій, рівня життя і повернення заощаджень населенню
- Денісова Людмила Леонтіївна — Голова підкомітету з питань державного соціального страхування, розвитку соціального діалогу та діяльності об'єднань громадян сторін соціального діалогу

Члени:
- Семенюк Артем Олексійович
- Шугало Роман Васильович[4].

## Склад VIII скликання[5]
Керівництво:
- Денісова Людмила Леонтіївна  — голова Комітету
- Каплін Сергій Миколайович  — перший заступник голови Комітету
- Куніцин Сергій Володимирович  — заступник голови Комітету
- Веселова Наталія Василівна  — секретар Комітету

Члени:
- Драюк Сергій Євсейович
- Дроздик Олександр Валерійович
- Королевська Наталія Юріївна[2].